# قید بودجه

نمودار قید بودجه، که در آن و است.

در اقتصاد، قید بودجه نشان‌دهندهٔ ترکیبات مختلف کالا و خدماتی است که یک مصرف‌کننده می‌تواند با توجه به قیمت‌های فعلی و در محدودهٔ درآمد معین خود خریداری کند. در نظریهٔ مصرف‌کننده از قید بودجه و منحنی بی‌تفاوتی به عنوان ابزاری برای بررسی پارامترهای انتخاب‌های مصرف‌کننده استفاده می‌شود. می‌توان هر دوی این مفهوم‌ها را در حالت دوکالایی، با نمودار گرافیکی نمایش داد. قید بودجه بیان می‌دارد که مصرف‌کننده فقط می‌تواند به اندازهٔ درآمدش خرید کند، از این رو، بودجه‌اش او را محدود می‌کند. معادلهٔ قید بودجه به شکل زیر بیان می‌شود: {\displaystyle P_{x}x+P_{y}y=m} که در آن {\displaystyle P_{x}} قیمت کالای X, {\displaystyle P_{y}} قیمت کالای Y و m درآمد است.

## موارد استفاده

### انتخاب فردی

فرد باید در (Qx, Qy) مصرف کند.

رفتار مصرف‌کننده یک مسئلهٔ حداکثرسازی است؛ بدین معنی که از منابع محدودمان نهایت استفاده را ببریم تا به حداکثر مطلوبیت برسیم. از آنجایی که مصرف‌کنندگان سیری‌ناپذیر هستند و توابع مطلوبیت با افزایش مقدار، رشد می‌کنند، تنها چیزی که مصرف ما را محدود می‌کند، بودجهٔ خودمان است.
به‌طور کلی، فضای بودجه (تمام نقاطی روی خط بودجه یا پایین‌تر از آن قرار دارند) نشان‌دهندهٔ تمام سبدهای کالاست که یک فرد می‌تواند با توجه به درآمد و قیمت کالاها، از عهدهٔ خرید آنها برآید. یک مصرف‌کنندهٔ عقلایی، در نقطه‌ای کالاها را مصرف می‌کند که منحنی بی‌تفاوتی او با قید بودجه‌اش مماس باشد. این نقطهٔ مماس نشان‌دهندهٔ مقدار کالاهای x و y است که مصرف‌کننده برای استفادهٔ کامل از بودجه خود و نیز به دست آوردن حداکثر مطلوبیت باید خریداری کند.
تمام محدودیت‌های بودجه دوبعدی به معادله زیر تعمیم داده می‌شوند:
{\displaystyle P_{x}x+P_{y}y=m}
که در آن:
- {\displaystyle m=} درآمد پولی اختصاص داده شده به مصرف (پس از پس‌انداز و قرض گرفتن)
- {\displaystyle P_{x}=} قیمت یک کالای خاص
- {\displaystyle P_{y}=} قیمت تمام کالاهای دیگر
- {\displaystyle x=} مقدار خریداری‌شده از یک کالای خاص
- {\displaystyle y=} مبلغ خریداری‌شده از تمام کالاهای دیگر

این معادله را می‌توان به صورت نموداری نیز نوشت:
{\displaystyle y=(m/P_{y})-(P_{x}/P_{y})x} ، که در آن {\displaystyle (m/P_{y})} عرض از مبدأ y و {\displaystyle (-P_{x}/P_{y})} شیب نمودار است که نشان می‌دهد خط بودجه دارای شیب منفی است.
عواملی که می‌توانند خط بودجه را جابه‌جا دهند عبارتند از تغییر در درآمد (m)، تغییر در قیمت یک کالای خاص ({\displaystyle P_{x}}) یا تغییر در قیمت سایر کالاها ({\displaystyle P_{y}}).

### اقتصاد بین‌الملل

با توجه به محدودیت‌های «بودجه‌ای» فعلی تولید، نقطهٔ X دست‌نیافتنی است.

منحنی امکانات تولید، از برخی جهات، محدودیتی مشابه قید بودجه است که محدودیت‌های تولید چندین کالا در یک کشور را بر اساس محدودیت عوامل تولید موجود نشان می‌دهد. این منحنی همچنین در شرایط خودکفایی اقتصادی، محدودیت مصرف توسط افراد در کشور را نشان می‌دهد. با این حال، مزایای تجارت بین‌الملل عموماً از طریق در نظر گرفتن تغییر در منحنی امکانات مصرف هر شریک تجاری نشان داده می‌شود که امکان دسترسی به منحنی بی‌تفاوتی جذاب‌تری را فراهم می‌کند. در مدل‌های «جعبه ابزار» هکشر-اوهلین و کروگمن از تجارت بین‌الملل، قید بودجهٔ اقتصاد (منحنی امکانات مصرف آن) توسط رابطهٔ مبادله به صورت یک خط با شیب منفی تعیین می‌شود. (این شیب برابر نسبت قیمت Px/Py می‌باشد، که در آن x کالای قابل صادرات و y کالای قابل واردات است).